# Spiochaetopterus tropicus
Spiochaetopterus tropicus är en ringmaskart som beskrevs av Grube 1877. Spiochaetopterus tropicus ingår i släktet Spiochaetopterus och familjen Chaetopteridae. Inga underarter finns listade i Catalogue of Life.